# Baba Yaga (film, 2016)
Pour les articles homonymes, voir Baba Yaga (homonymie).
Pour plus de détails, voir Fiche technique et Distribution.
Baba Yaga (Don't Knock Twice) est un film d'horreur britannique réalisé par Caradog W. James, sorti en 2016.

## Fiche technique
- Titre original : Don't Knock Twice
- Titre français : Baba Yaga
- Réalisation : Caradog W. James
- Scénario : Mark Huckerby et Nick Ostler
- Costumes : Chrissie Pegg
- Photographie : Adam Frisch
- Montage : Matt Platts-Mills
- Musique : James Edward Barker et Steve Moore
- Production : John Giwa-Amu  et Claire Moorsom
- Sociétés de production : Seymour Films et Red & Black Films
- Pays d'origine : Royaume-Uni
- Langue originale : Anglais
- Genres : horreur
- Durée : 93 minutes
- Dates de sortie :
  -  Royaume-Uni : 
    - 22 septembre 2016 (Festival de Raindance)
    - 31 mars 2017

  -  États-Unis : 3 février 2017
  -  France : 8 août 2017 (vidéo)
- Classification :
  - France : Interdit aux moins de 16 ans en VOD et en DVD

## Distribution
- Katee Sackhoff : Jess
- Lucy Boynton : Chloe
- Jordan Bolger : Danny
- Nick Moran : le détective Boardman
- Pooneh Hajimohammadi : Tira
- Richard Mylan : Ben
- Javier Botet : la sorcière / Mary Aminov
- Ania Marson : Mary Aminov jeune
- Pascale Wilson : Ginger
- Sarah Buckland : Louisa
- Callum Griffiths : Michael Flowers